# 於菊稲荷神社
於菊稲荷神社（おきくいなりじんじゃ）は、群馬県高崎市の神社。

## 歴史
創建年代は不明である。1582年（天正10年）の神流川の戦いで、後北条氏に勝利をもたらしたことから、社殿が整備された。
当社は中山道の新町宿の中にあり、遊女や飯盛女が多くいた。彼女らが奉納した絵馬が現在も残っている。

### 於菊伝説
宝暦年間（1751年 - 1764年）、新町宿に「於菊」という美しい娘がいた。ところが重病に罹り療養生活を送っていた。於菊が当社に病気平癒を祈ったところ、病気が治り元気になった。その際に「人のために尽くせ」という霊夢を見、後の半生を当社の巫女として生きることになった。於菊は予知能力を授かり、様々な物事を言い当てるようになった。そのことが評判を呼び、いつしか「於菊稲荷神社」と称されることになった。

## 文化財
- 於菊稲荷神社水屋 附手水鉢石（高崎市指定重要文化財 昭和55年1月10日指定）[4]
- 於菊稲荷神社絵馬二面（高崎市指定重要文化財 昭和55年1月10日指定）[5]

## 交通アクセス
- 新町駅より徒歩10分。